# Мінойське виверження
Міно́йське ви́верження вулка́на Санторі́ні — катастрофічне виверження плініанського типу, яке відбулось у 1627±1 році до н. е.

## Опис
Катастрофа супроводжувалася потужними землетрусами. Від древньої Стронгіли залишився тільки видимий нині півмісяць зі скелею 300 метрової висоти в західній частині і пологими пляжами у східній. Під час вибуху було викинуто близько 40 км³ породи (це у 2 рази більше, ніж під час виверження вулкана Кракатау 1883 року). За іншими даними, в повітря злетіло 80 км³ гірської породи. Індекс вулканічної експлозивності (VEI) оцінюється у 6 балів. Висота газово-попільної колони плініанського виверження сягала середини стратосфери 38—39 км. Вибух вулкана Санторіні за потужністю дорівнював вибухові приблизно 200 тис. атомних бомб, скинутих на Хіросіму. В результаті виникла кальдера діаметром 14 км і площею більше 80 км². Глибина моря в улоговині між островами сягає 400 м. Товща вулканічної тефри становить від 30 до 60 м біля підніжжя вулкана, а в радіусі 30 км вона сягає 5 м. Сліди санторінського попелу знайдено на острові Крит, у прибережних зонах Північної Африки (дельта Нілу) і Малої Азії.
В результаті утворення кальдери величезна хвиля цунамі, висотою до 200 м (за іншими даними — до 260 м) накрила північне узбережжя Криту. Наслідком виверження та цунамі став початок занепаду Мінойської цивілізації (розкопки на о. Крит довели, що мінойська цивілізація існувала ще століття після виверження вулкана, оскільки деяка кількість будов мінойської культури знаходиться над шаром вулканічного попелу).
Деякі наукові дослідження намагаються довести, нібито затонулий острів був так довго шуканою Атлантидою.

## Виверження

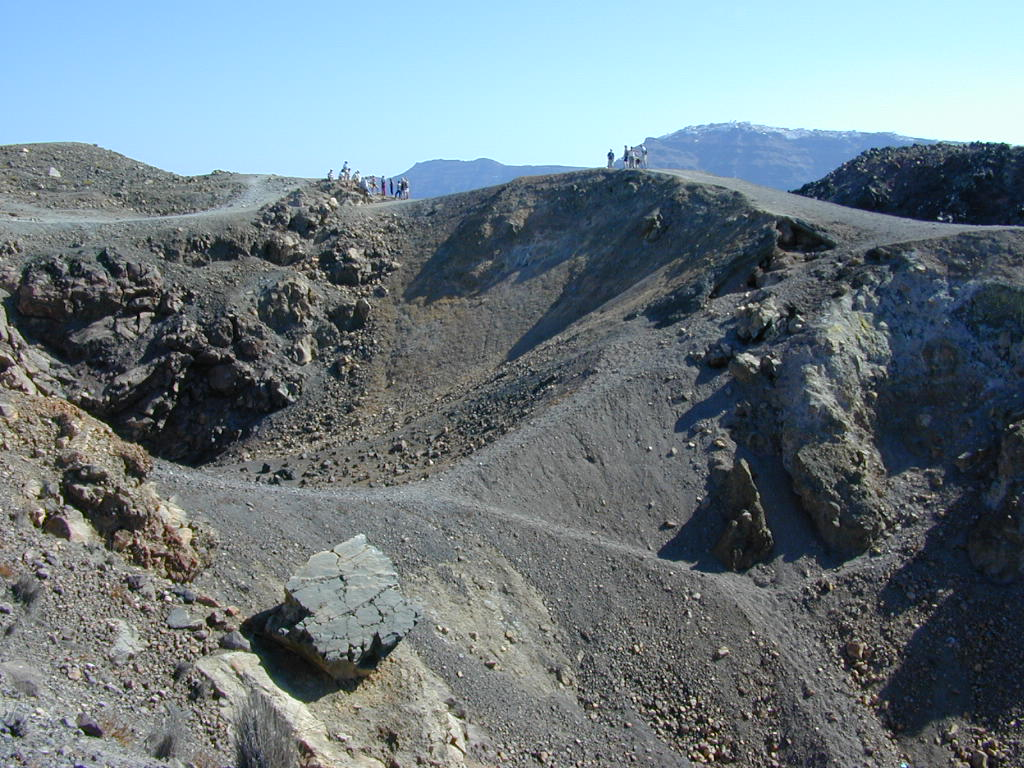
Вулканічні кратери на острівці Неа-Каймені, Санторіні, 2007 рік

### Передісторія
Геологічні дослідження залишків вулканічної споруди і вулканічних порід зі стінок кальдери вказують, що вулкан Тіра неодноразово вивергався протягом сотень тисяч років до катастрофічного мінойського виверження.